# Варсонофий Оптинский
Схиархимандрит Варсоно́фий (по паспорту Па́вел Ива́нович Плиханко́в, 5 (17) июля 1845, Самара — 1 (14) апреля 1913, Коломна, Московская губерния) — священник Русской православной церкви, проповедник, духовный писатель, старец, до пострижения — полковник. Прославлен в лике преподобных в 2000 году, входит в Собор 14-ти преподобных старцев Оптиной пустыни, в Собор Самарских святых.

## Биография
Родился в семье выходца из оренбургских казаков купца Ивана Плиханкова.
Закончил Полоцкую военную гимназию, затем Оренбургское военное училище. Сделал военную карьеру, дослужился до полковника.
Неожиданно для сослуживцев подал прошение об отставке. Согласно его житию, в 1881 году он заболел воспалением лёгких. Он попросил своего денщика читать ему Евангелие. За этим последовало «чудесное видение», которое его духовно просветило. «Он увидел открытыми небеса, и содрогнулся весь, от великого страха и света». По выздоровлении, в 1891 году, поехал в мужской монастырь Оптину пустынь, где вскоре и подвизался.
10 (22) февраля 1892 года был зачислен в число братства Иоанно-Предтеченского скита, каждый день в течение трёх лет он ходил для духовных бесед к Оптинским старцам Анатолию и Иосифу.
26 марта (7 апреля) 1893 года великим постом был пострижен в рясофор в декабре 1900 года по болезни пострижен в мантию с именем Варсонофий, 29 декабря 1902 (11 января 1903) года рукоположён в сан иеродиакона, а 1 (14) января 1903 года — в сан иеромонаха. Назначен помощником старца и духовником Шамординской женской пустыни.
В 1904 году был отправлен на фронт в качестве священника при лазарете имени преподобного Серафима Саровского.

Когда началась японская война, о. Варсонофий был отправлен на фронт в качестве священника при лазарете имени преп. Серафима… На станции Манчжурия обрадовала нас весточка о удачном нападении на японцев генерала Ренненкампфа с двумя полками казаков, причем японцы понесли страшные потери.
В 1907 году возведён в сан игумена и назначен скитоначальником.
В 1910 году, при Варсонофии, в Оптину пустынь приезжал Лев Толстой, но так и не решился посетить скит. Узнав об этом, преподобный сам приехал на станцию Астапово к умирающему писателю, чтобы напутствовать его перед смертью и дать возможность в последние минуты жизни примириться с Церковью, но к Толстому его не допустили.
11 (24) июля 1910 года — пострижен в великую схиму.
В 1912 году по решению Синода Варсонофий был назначен настоятелем Старо-Голутвинской обители с возведением в сан архимандрита. Вот что об этом писал он сам:
Началось с того, что были доносы на отца архимандрита Ксенофонта о порубке лесов, Скит был в стороне, так как дело касалось монастыря. Доносы были ложны, леса оказались целы. Скит вступился за архимандрита и его отстоял. Тогда враг напал на грешного игумена Варсонофия и, как видите, изгнал его из Оптиной Пустыни. Приехал архиерей из какой-то чужой епархии, начал производить ревизию монастыря, а затем побывал и в Скиту. Сказали ему, что у нас давно старчество... Тогда он решил, якобы для насаждения старчества в других местах, перевести меня в заброшенный монастырь в Коломну. Воле Святейшего Синода я повинуюсь, как воле Божией, но просил себе милости оставить меня здесь простым монахом, но было отказано. Верно, так угодно Господу, и я спокоен.
В Старо-Голутвином монастыре, пришедшем к началу XX века в упадок, Варсонофий привлёк благотворителей, которые помогли отремонтировать храмы, кельи, гостиницу; монастырь стал одним из духовных центров Подмосковья.
1 (14) апреля 1913 года скончался и был погребён в Оптиной пустыни.